# Orosháza
Orosháza é uma cidade da Hungria, situada no condado de Békés. Tem 202,22 km² de área e sua população em 2019 foi estimada em 27.492 habitantes.